# Monarca emmascarat
El monarca emmascarat (Symposiachrus trivirgatus) és un ocell de la família dels monàrquids (Monarchidae).

## Hàbitat i distribució
Habita els boscos de les illes Petites de la Sonda (des de Flores fins Damar), illes de l'estret de Torres i la Península del Cap York.

## Taxonomia
Fins fa poc Symposiachrus melanopterus i Symposiachrus bimaculatus eren considerades part de Symposiachrus trivirgatus. Actualment el Congrés Ornitològic Internacional les classifica com espècies diferents, arran treballs com ara McCullough et al. 2021